# 二人の兵士と給仕する女、トランペット奏者
『二人の兵士と給仕する女、トランペット奏者』（ふたりのへいしときゅうじするおんな トランペットそうしゃ、英: Two Soldiers and a Serving Woman with a Trumpeter）は、または『休息する兵士のいる厩』（きゅうそくするへいしのいるうまや、独: Stallraum mit rastenden Soldaten、英: Stable Room with Resting Soldiers）は、17世紀オランダ絵画黄金時代の画家ピーテル・デ・ホーホが1650-1655年ごろ、オーク板上に油彩で描いた絵画である。現在、スイスのチューリッヒ美術館に所蔵されている。

## 作品

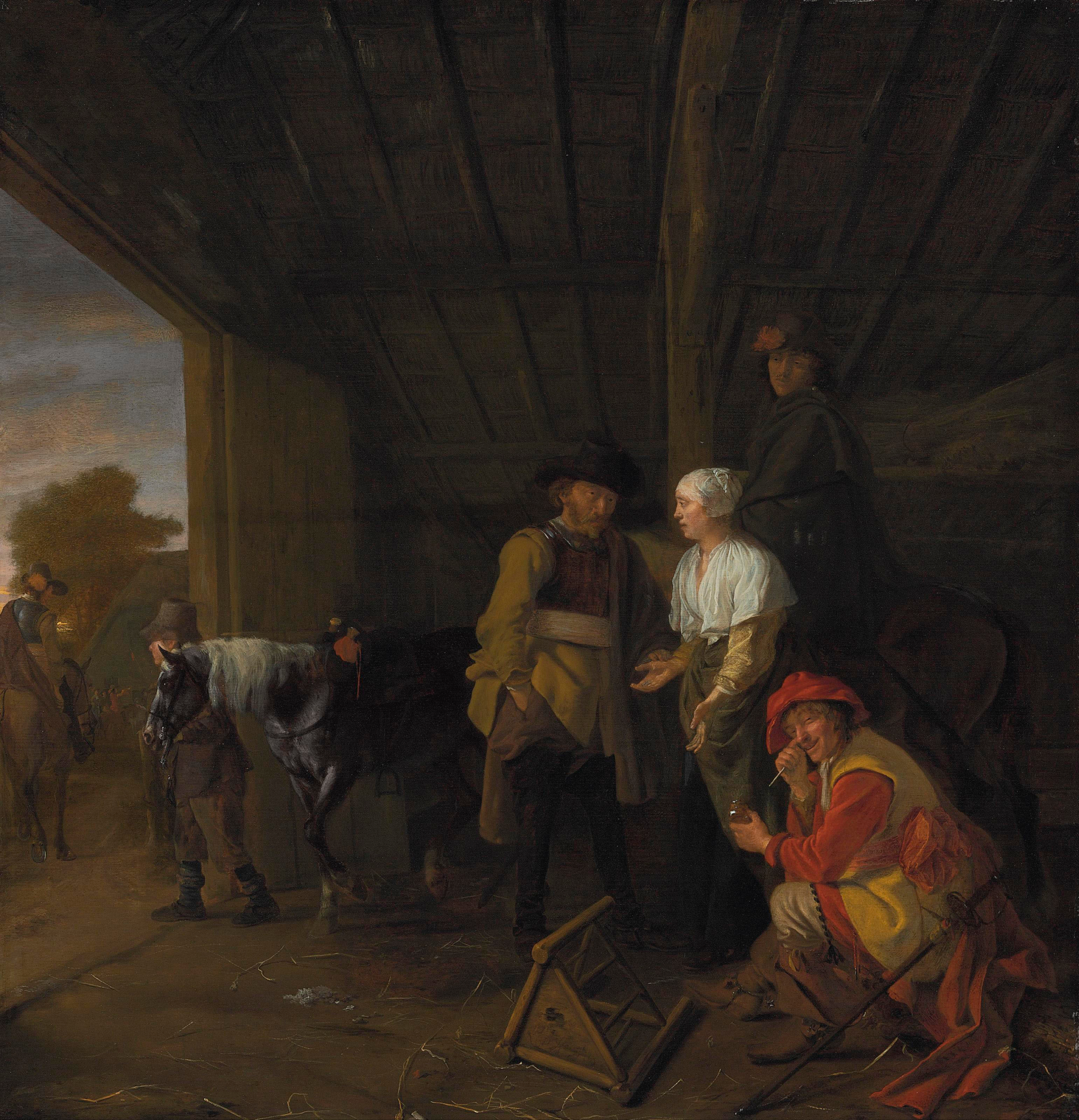
ルドルフ・デ・ヨンフ『馬小屋にいる女性に声をかける兵士たち』 (17世紀)、個人蔵

17世紀前半のオランダでは、軍隊生活が絵画の主題として取り上げられた。1630年代と1640年代に、フレデリック・ヘンドリック (オラニエ公) がオランダを支配していたスペインに対して軍事作戦を行った際には、傭兵の多かった軍隊がオランダに数か月逗留し、国境地帯を占領したり、首都デン・ハーグからの命令を待ったりしていた。兵士たちは地元の人々と交わり、窃盗や強請りをしたかと思えば英雄的な保護もし、暴行も恋愛もした。怠けている一群の兵士たちがピーテル・コッデらに描かれ、デ・ホーホの居酒屋などの場面も彼らの絵画に由来するが、中でもルドルフ・デ・ヨンフの絵画に影響を受けている。
本作は、1908年に研究者ホフステーデ・デ・フロートにより以下のように記述されている。
278番。厩で休息している兵士たち。2人の陽気な兵士たちが厩で休息している。ドアのところには、トランペットを吹いている男がいる。奥の開いているドアからは、遊びに興じている人々が見える。板、縦30インチ、横26インチ。売却歴。1820年9月11日、アムステルダムでH. A. Bauerたちにより第55番の作品として売却。1830年5月22日にブリュッセルでP. J. de Marneffeにより第148番の作品として61フロリンでMeusardtへ売却。
この絵画は、デ・ホーホが同時期に制作したほかの絵画に非常に類似している。

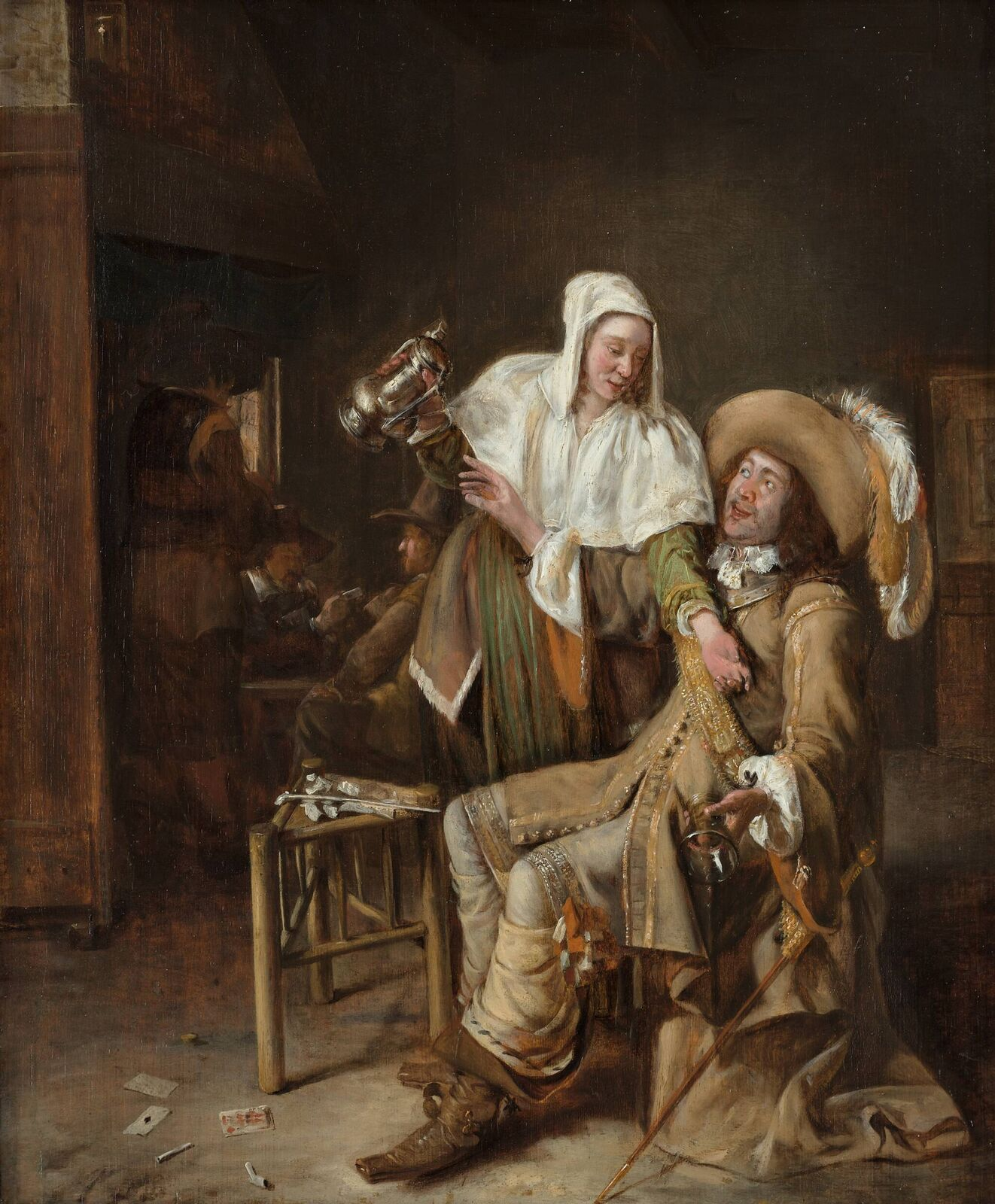
『空のグラス』
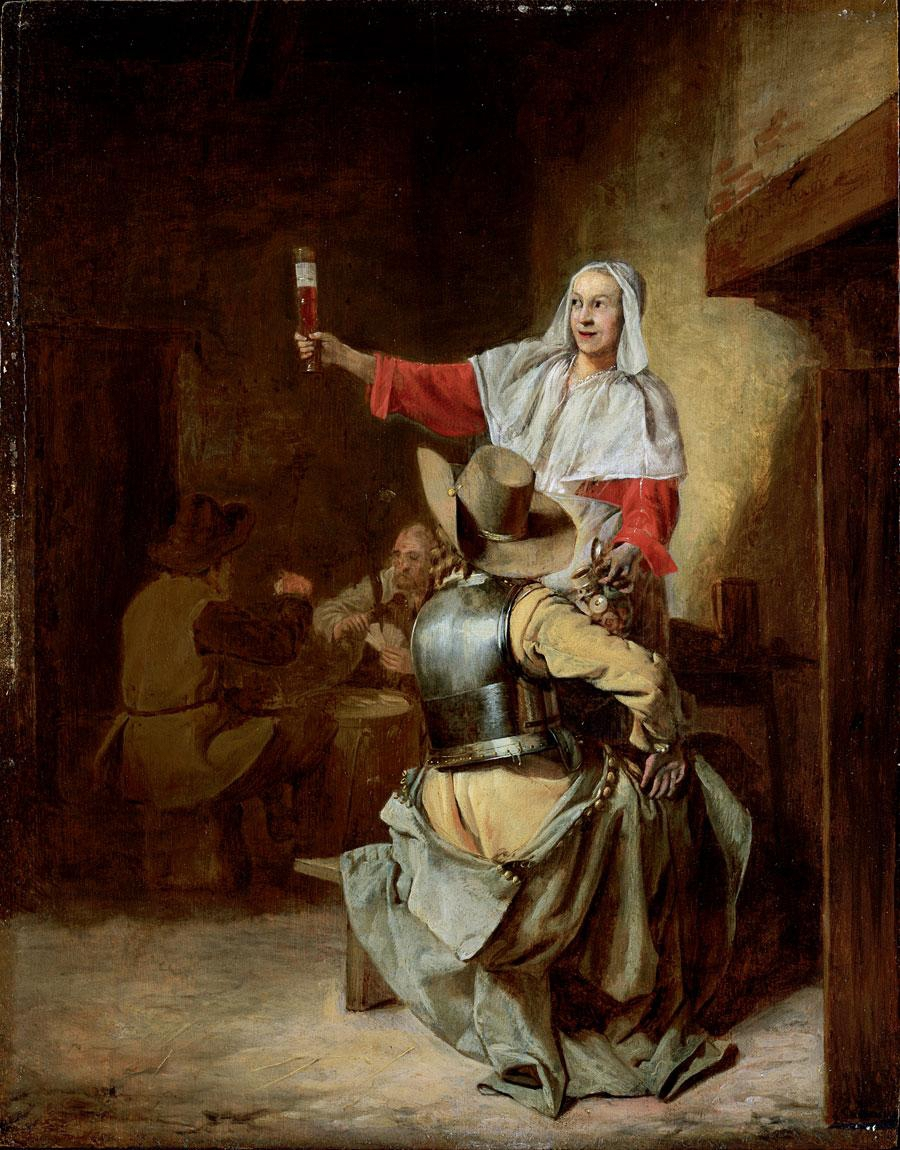
『兵士と給仕する女のいる居酒屋の内部』